# Andrés Borrego
Andrés Borrego Moreno (Málaga, 23 de febrero de 1802-Madrid, 8 de marzo de 1891) fue un periodista, historiador y político español.

## Biografía
Nació el 23 de febrero de 1802 en Málaga, donde aprendió sus primeras letras en la escuela del maestro ilustrado Antonio Recalde Sánchez, el mismo que educó a los afrancesados Serafín Estébanez Calderón y Luis de Unzaga Saint Maxent. Tras la muerte de su padre fue enviado por su madre a Madrid para estudiar en las Escuelas Pías, bajo la protección de un pariente.
Perseguido por afrancesado su pariente y protector. Al regreso de Fernando VII, marchó a París con él. Hacia 1818 regresó a España, a su ciudad natal y contrajo matrimonio en 1823. La expansión económica de la zona sur andaluza ofrecía un ambiente burgués próximo al liberalismo y allí vivirá el alzamiento de Riego de forma peculiar. En efecto, avisó al general de la proximidad de tropas oficiales, facilitando la huida de los sublevados. Con el triunfo de la revolución liberal, la amistad con Riego se acrecentó. Borrego se unió a algunas de las sociedades secretas de la ciudad, integradas por comerciantes y donde el bullicio por la causa liberal y la superación del absolutismo era constante.
Hacia el final del Trienio, Borrego se entrevistó con Riego advirtiéndole del peligro de no hacer una reforma de la Constitución Gaditana para evitar la reacción absolutista, buscando un pacto entre partes. Riego no tomó decisión alguna y la llegada de los Cien Mil Hijos de San Luis en 1823 al mando del duque de Angulema puso fin a la experiencia democrática.
De nuevo el exilió lo llevó a Inglaterra vía Gibraltar y más tarde a Francia. Allí despertó su vocación de periodista y participó como redactor en Le Temps, uniéndose dos años más tarde a Lafayette como combatiente en la revolución de 1830. El triunfo liberal le dio empuje para crear una nueva publicación destinada a distribuirse ilegalmente por España: El Precursor, financiado por las aportaciones voluntarias de los exiliados españoles.
Regresó a España a la muerte de Fernando VII en 1834, apoyando expresamente a la madre de la futura reina Isabel II, María Cristina de Borbón, frente al infante don Carlos, en línea con el liberalismo. Convencido de que el mejor instrumento a su alcance era su propia pluma, creó la Compañía Tipográfica, sociedad que sostuvo económicamente un nuevo diario de información política, pero también económica, cultural y social, al estilo de los modernos periódicos europeos: El Español. Durante dos años fue un referente del liberalismo español y en él escribieron los miembros más destacados de la economía y la política progresista. Dirigió la Revista Peninsular.
Más tarde, cuando el levantamiento de los sargentos de La Granja puso fin a los tres años de vigencia del absolutista estatuto Real, Borrego se unió como cronista parlamentario defensor de la nueva Constitución de 1837 y fundó un nuevo diario más tarde, El Correo Nacional. Fue iberista. Falleció en Madrid el 8 de marzo de 1891.